# Death metal melodic
Death metalul melodic sau melodic death metal (cunoscut și ca melodeath) este un subgen extrem al muzicii heavy metal, care combină melodicitatea stilului New Wave of British Heavy Metal (NWOBHM) cu duritatea death metalului. Death metalul melodic mai este cunoscut și ca Gothenburg metal, cu referire la orașul din Suedia de unde provine acest gen, Göteborg, numit în engleză, germană (în trecut) și olandeză Gothenburg. La origine genul combină stilul ritmic al heavy metalului cu riff-urile și vocile dure ale death metalului. Mai târziu, genul a evoluat datorită numeroaselor influențe, o evoluție notabilă a genului fiind adăugarea de clape. Death metalul melodic conține mai multe riff-uri melodice de chitară, solouri melodice și chitare acustice decât tradiționalul death metal. De asemenea, versurile sunt mai ușor de înțeles, deși sunt cântate în continuare predominant în maniera obișnuită death growl și screaming
.

## Începuturi
Crearea death metalului melodic este atribuită următoarelor trei trupe din Gothenburg: In Flames, Dark Tranquillity și At the Gates, odată cu apariția albumelor „The Jester Race” (In Flames), „The Gallery” (Dark Tranquillity) și „Slaughter Of The Soul” (At The Gates).
Unele trupe de death metal melodic din zona Scandinaviei combină acest gen cu alte genuri de metal, cum ar fi metalul progresiv, power metal (Children of Bodom, spre exemplu), viking metal (Ensiferum), metal simfonic (Eternal Tears of Sorrow), thrash metal (de pildă The Haunted și Arch Enemy), doom metal (Swallow the Sun) sau folk metal (Falchion).
Spre sfârșitul anilor '90, multe trupe din zona death metal melodic și-au schimbat stilul, adăugând mai multe elemente melodice, coruri și riff-uri mai melodioase, și au utilizat mai pregnant clapele. De asemenea, multe trupe de death metal melodic au renunțat la versurile pe temele morții, violenței și crimei, obișnuite la formațiile death metal.

### Sound-ul Gothenburg
O contribuție notabilă la genul death metal melodic este stilul Gothenburg, numit astfel după orașul de unde își are originea. Nu este clar ce trupă s-a aflat la baza sound-ului Gothenburg, totuși se acceptă în general că Dark Tranquillity, At the Gates și In Flames („Cei trei regi”) sunt pionierii majori ai stilului. Aceste trei trupe sunt și printre cele mai cunoscute la nivel mondial care practică acest stil, alături de formații mai noi precum Arch Enemy și The Haunted, „urmașele” lui Carcass, respectiv At the Gates. Alte trupe notabile pentru sound-ul Gothenburg sunt Soilwork, Nightrage, Gardenian și Dissection pe ultimul lor album, „Reinkaos”.

### Stilul vocal
Stilul vocal caracteristic acestui gen este un amestec de strigăte dure (screams), voce curată (clean vocals) și tonalități melodioase. Predomină însă în continuare maniera death growls, caracteristică death metalului, combinată de obicei cu screams.

## Scene regionale
Majoritatea trupelor de death metal melodic sunt din regiunile scandinavă și nord-europeană, în special din Suedia și Finlanda. În ultima decadă, din Finlanda au venit numeroase trupe care practică acest gen, precum Insomnium, Kalmah, Mors Principium Est, Norther și Children of Bodom.
În ultimii ani genul a căpătat multă popularitate și în America de Nord, în special printre fanii nord-americani ai acelor trupe scandinave care au rămas pionierele acestui gen până în ziua de astăzi. În Statele Unite activează formații de death metal melodic clasic ca DevilDriver, în timp ce altele, cum ar fi The Absence, combină sound-ul Gothenberg cu influențele regionale.
Death metalul melodic s-a răspândit și în Australia, formațiile cele mai cunoscute fiind Switchblade, Daysend sau Infernal Method.
Există și câteva scene mai reduse, cum ar fi Italia (cu Disarmonia Mundi) sau Japonia (cu Blood Stain Child).

## Pionierii death metalului melodic
At The Gates
Trupa activa deja de câțiva ani când, în 1995, a lansat albumul capodoperă „Slaughter Of The Soul”. Formația a ales pe album o abordare simplă și directă, întreruptă de scurte explozii de death metal melodic. Ca și înainte, trupa continuă să experimenteze, răspândind pe tot albumul subtile intermezzo-uri acustice. La doar un an după acest album trupa s-a desființat, reunindu-se apoi pentru câteva concerte în 2008.
Dark Tranquillity
Albumul „The Gallery” din 1995 este cel care i-a făcut cunoscuți pe Dark Tranquillity, fiind și primul cu noul vocalist, Mikael Stanne. Acesta îl înlocuise pe Anders Fridén, care se alăturase celor de la In Flames. „The Gallery” este un album solid, în care piesele depășesc frecvent cinci minute, iar trupa a adăugat elemente clasice pe partiturile de chitară. Dark Tranquillity au astăzi în spate o carieră îndelungată, marcată de un sunet metalic agresiv combinat cu subtile pasaje de keyboard.
In Flames
„The Jester Race” este un album cu un ritm rapid, dominat de chitarele lui Jesper Strömblad și Glenn Ljungström, în timp ce „urletele” lui Anders Fridén sunt ușor de înțeles. Trupa a păstrat lungimea pieselor în jurul a cinci minute, iar cele două piese instrumentale demonstrează latura progresivă a cvintetului. „The Jester Race” marchează începutul unei cariere lungi și pline de succes pentru trupa suedeză.

## Producție
Spre sfârșitul anilor '90 și începutul anilor 2000, death metalul melodic a mai moștenit o trăsătură, una pe care majoritatea fanilor a respins-o inițial, și anume atenția față de calitatea producției albumelor. În timp ce un sunet mai brutal și mai nefinisat domina primele creații ale unor trupe ca At the Gates, In Flames sau Dark Tranquillity, astăzi acest lucru diferă, pe măsură ce aceste trupe au început să folosească studiouri ca Studio Fredman, Black Lounge Studios și alte câteva, dotate cu tehnologie de ultimă oră, capabilă să asigure o producție de calitate.

## Albume semnificative
- At The Gates - „Slaughter Of The Soul”
- Dark Tranquillity - „The Gallery”
- In Flames - „The Jester Race”
- Scar Symmetry - „Pitch Black Progress”
- Soilwork - „Natural Born Chaos”
- Into Eternity - „Buried In Oblivion”
- Hypocrisy - „Virus”
- Edge Of Sanity - „Purgatory Afterglow”
- Amon Amarth - „Once Sent From The Golden Hall”
- Carcass - „Heartwork”